# Michael Heim (Journalist)
Michael Heim (geboren am 13. November 1936 in Bad Wiessee; gestorben am 29. Dezember 2015 in Rottach-Egern) war ein deutscher Journalist, Schriftsteller und Heimatkundler.

## Leben
Schon als Schüler des Tegernseer Gymnasiums verfasste Heim Artikel für die Tegernseer Zeitung. Nach dem Abitur studierte Heim von 1957 bis 1964 Neuere Geschichte, Mittelalterliche Geschichte und Zeitungswissenschaft an der Ludwig-Maximilian-Universität in München, wo er 1964 mit einer biographischen Arbeit über den Journalisten Spiridion Gopčević zum Doktor der Philosophie promoviert wurde. Danach arbeitete er bis 1982 für den Münchner Merkur und war dort Ressortleiter Außenpolitik und Chefreporter. Bis 1982 lebte er im Tegernseer Tal, danach in München. Von 1984 an war er Leitender Redakteur und Filmautor beim Bayerischen Fernsehen. 2000 ging er dort in den Ruhestand und gründete eine Produktionsfirma, außerdem war er Redaktionschef der Kulturzeitung Tegernseer Tal, für die er auch zahlreiche, vor allem historische Artikel verfasste. Außerdem war er Autor der zweiwöchentlich erscheinenden Seegeist-Kolumnen.
Neben seinen journalistischen Arbeiten war Heim auch Verfasser mehrerer Bücher. Sein bekanntestes Werk ist der in zehn Sprachen übersetzte Roman Assuan. Wenn der Damm bricht … von 1971. 1984 erschien der Science-Fiction-Roman Ausflug ins Morgen.
Heim schrieb auch Drehbücher für Kultur- und Industriefilme und wurde für seine Arbeiten mehrfach mit dem Deutschen Industriefilmpreis ausgezeichnet. 1971 erhielt er den Preis „Der erste Roman“ der Neuen Literarische Gesellschaft Hamburg.
Heim starb 2015 im Alter von 79 Jahren. Er wurde am 5. Januar 2016 auf dem Münchner Waldfriedhof beigesetzt.

## Bibliografie
- Spiridion Gopčević : Biographie. Dissertation. 1964. Buchausgabe: Spiridion Gopčević : Leben und Werk. Albanische Forschungen, Bd. 4. Harrassowitz, Wiesbaden 1966.
- als Peter Kirein: Der Wolpertinger lebt. (Warum die Bayern mehr Haare haben.) Ein Beitrag zur Jagdkunde. Lipp, München 1968.
- Assuan. Wenn der Damm bricht … Präkonstruktion einer Katastrophe. Desch, München 1971, ISBN 3-420-04611-1. Taschenbuchausgabe: Wenn der Damm bricht. Roman einer Katastrophe. Goldmann, München 1975. ISBN 3-442-03358-6.
- Mit dem Wolpertinger leben : Ein Verhaltensratgeber. Illustriert von Hans Reiser. Lipp, München 1983, ISBN 3-87490-601-9.
- Ausflug ins Morgen. Reportagen aus der Zukunft. Bastei Lübbe TB #28116, 1984, ISBN 3-404-28116-0.
- mit Werner Nosko: Die Ötztal-Fälschung. Anatomie einer archäologischen Groteske. Rowohlt, Reinbek b. Hamburg 1993, ISBN 3-498-02918-5.
- De Fundatione. Oratorium zur Gründungsgeschichte des Klosters Tegernsee in drei Teilen für Soli, Sprecher, Chor und Orchester: Der Tod – Die Nacht – Der Aufbruch. Uraufführung in der ehemaligen Klosterkirche Tegernsee am 17. Mai 1996 ; zweite Aufführung am 18. Mai 1996. Musik von Thomas Rebensburg. Katholische Stadtpfarramt, Tegernsee 1996.
- mit Helge Hufschläger: Ein Tal und seine Bahn. Wie Tegernsee zum Zug kam. Oreos Verlag, Waakirchen 2002, ISBN 3-923657-71-4.